# Unonopsis penduliflora
Unonopsis penduliflora är en kirimojaväxtart som beskrevs av George Edward Schatz och Paulus Johannes Maria Maas. Unonopsis penduliflora ingår i släktet Unonopsis och familjen kirimojaväxter. Inga underarter finns listade i Catalogue of Life.